# St-Martin (Herblay-sur-Seine)

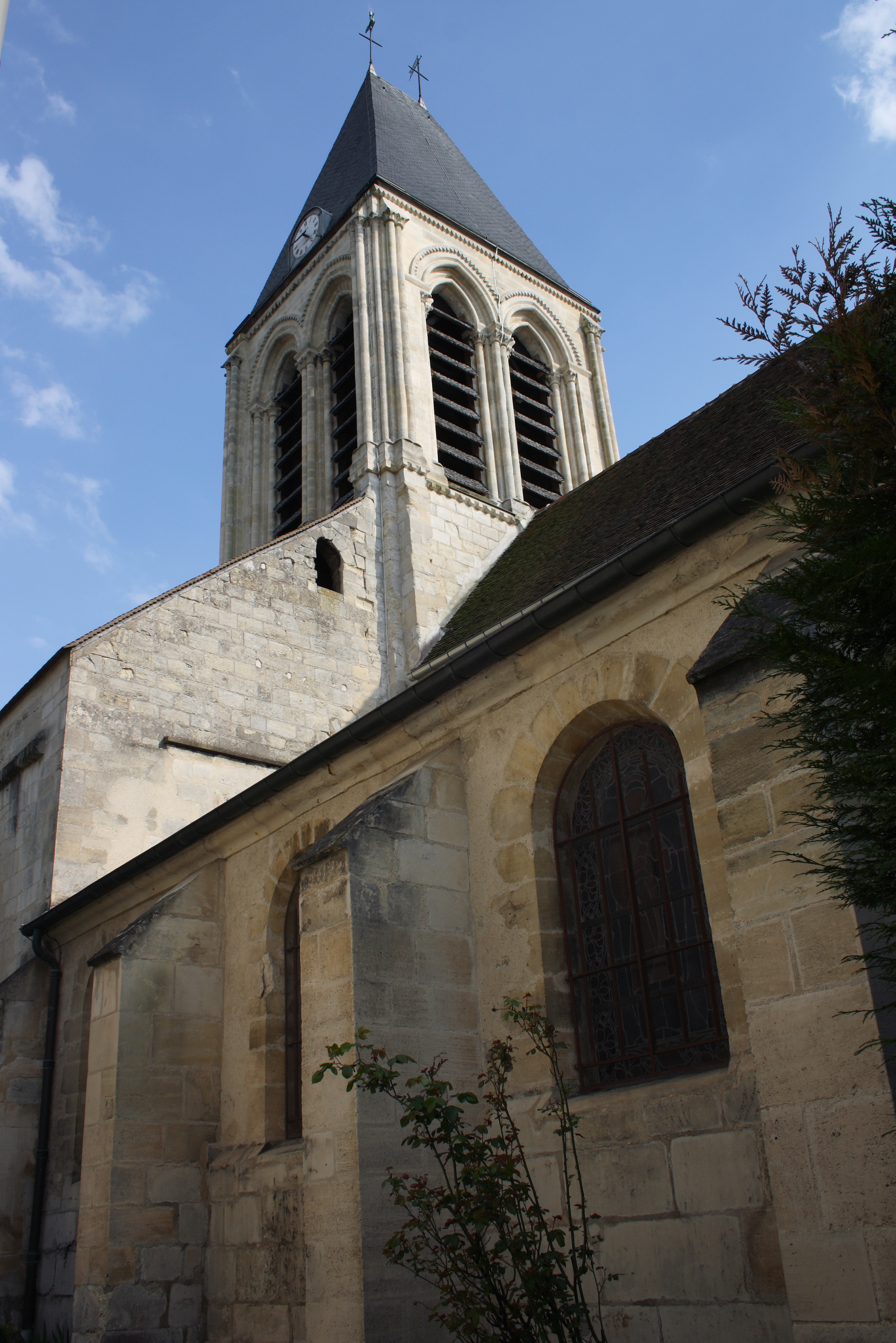
Pfarrkirche Saint-Martin in Herblay-sur-Seine

Die katholische Pfarrkirche Saint-Martin in Herblay-sur-Seine, einer Gemeinde im Département Val-d’Oise in der französischen Region Île-de-France, wurde in mehreren Bauphasen errichtet. Die ältesten Teile gehen auf das 12. Jahrhundert zurück. Im Chor, der im 16. Jahrhundert erneuert wurde, sind Bleiglasfenster aus der Renaissance erhalten, darunter ein Wurzel-Jesse-Fenster. 1925 wurde die dem heiligen Martin von Tours geweihte Kirche als Monument historique in die Liste der Baudenkmäler in Frankreich aufgenommen.

## Geschichte
Bei Ausgrabungen in den Jahren 1967 bis 1971 wurden bei der Kirche über 50 Sarkophage aus der Merowingerzeit entdeckt. Sie sind in Gips ausgeführt und teilweise mit heidnischen und christlichen Motiven wie Rad und Kreuz verziert. Es wird vermutet, dass der merowingische Friedhof auch eine Kirche besaß, von der allerdings nichts erhalten ist.
Im 12. Jahrhundert wurden das dreischiffige Langhaus, die Querhausarme und der Glockenturm im Stil der frühen Gotik errichtet. Im 17. Jahrhundert fügte man an die Westfassade, vor dem Portal aus dem 14. Jahrhundert, einen Vorbau an, in dem die Pfarrei ihre Versammlungen abhielt. Reisende brachten in früheren Zeiten am Portal Hufeisen zu Ehren des hl. Martin an.

## Architektur

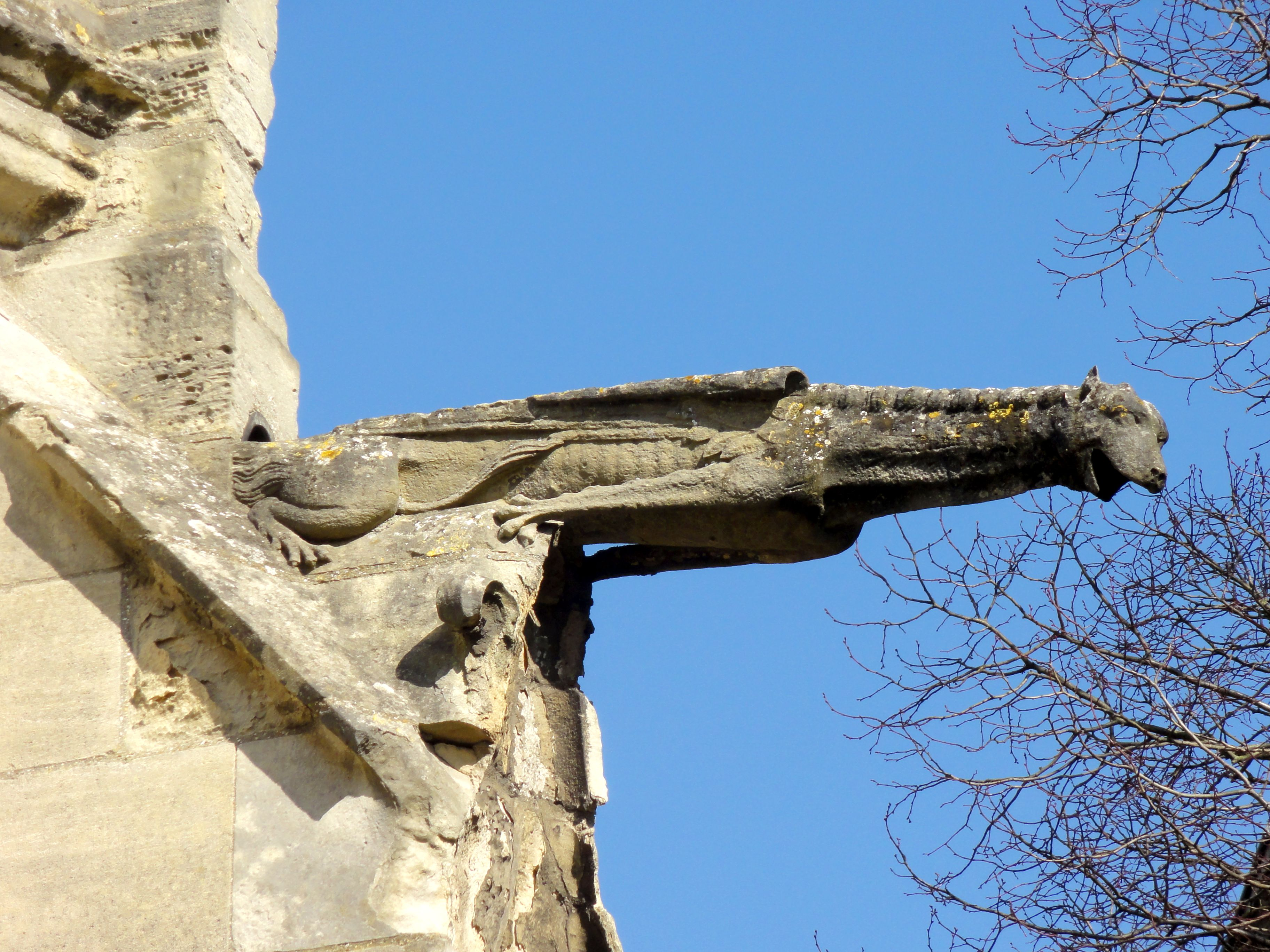
Wasserspeier

### Außenbau
Über der Vierung erhebt sich der mit einem Walmdach gedeckte quadratische Glockenturm, dessen Obergeschoss auf allen vier Seiten von hohen, spitzbogigen Klangarkaden durchbrochen ist. Die Außenmauern werden von kräftigen Strebepfeilern gegliedert, über denen am Chor, unter dem Dachansatz, weit vorspringende Wasserspeier angebracht sind.

### Innenraum
Die rundbogigen Arkaden, die sich zum nördlichen Seitenschiff öffnen, werden ins frühe 12. Jahrhundert datiert. Sie liegen auf Säulen, deren figürlich gestaltete Kapitelle noch romanischen Einfluss aufweisen. Die Spitzbogenarkaden zum südlichen Seitenschiff sind etwas später entstanden. Sie werden mit ihren Knospenkapitellen dem Ende des 12. Jahrhunderts zugeschrieben.
In der Vierung ist das ursprüngliche Kreuzrippengewölbe erhalten. Die Gewölbe der Haupt- und Seitenschiffe wurden in der Mitte des 19. Jahrhunderts erneuert.

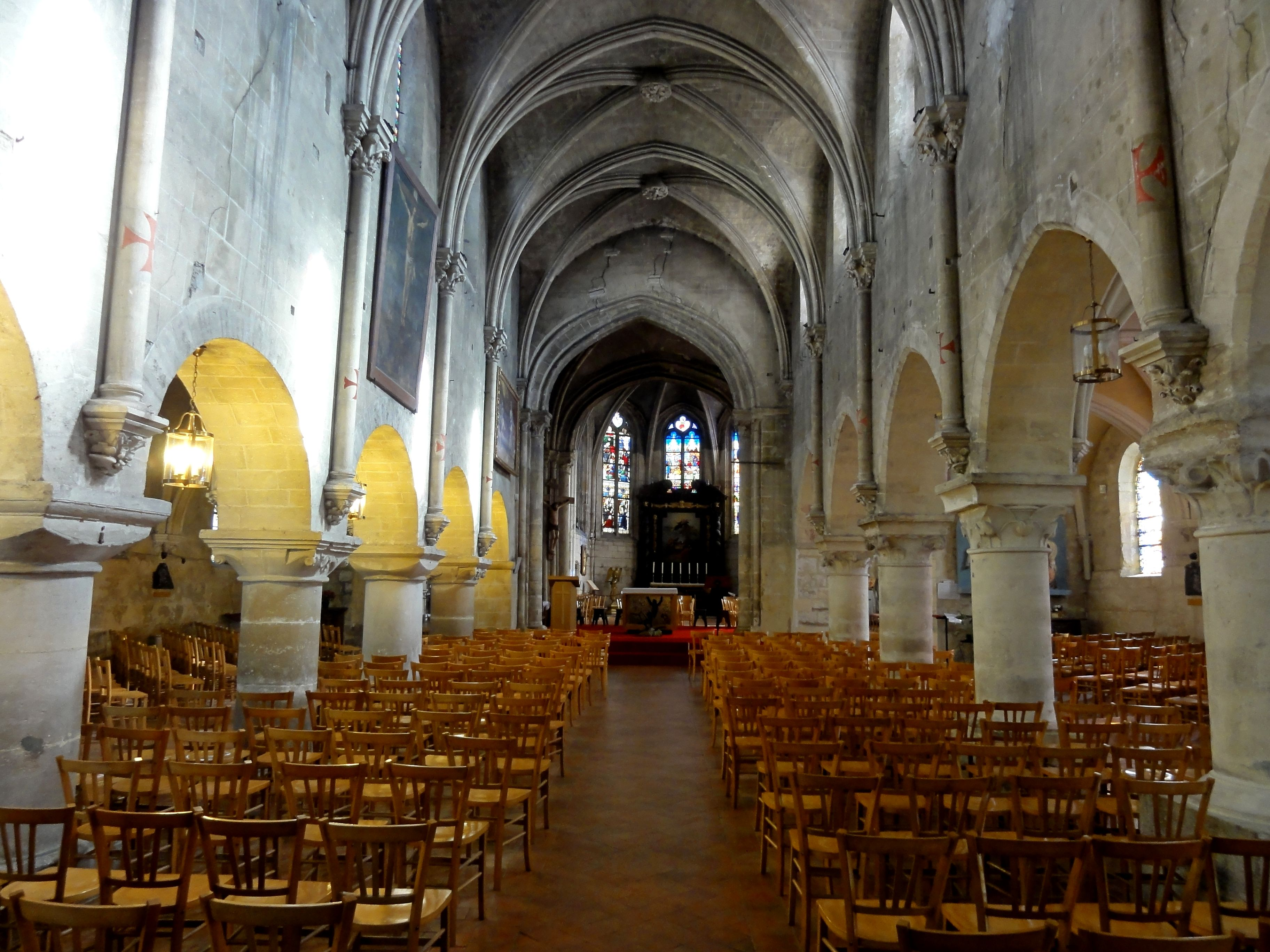
Innenraum
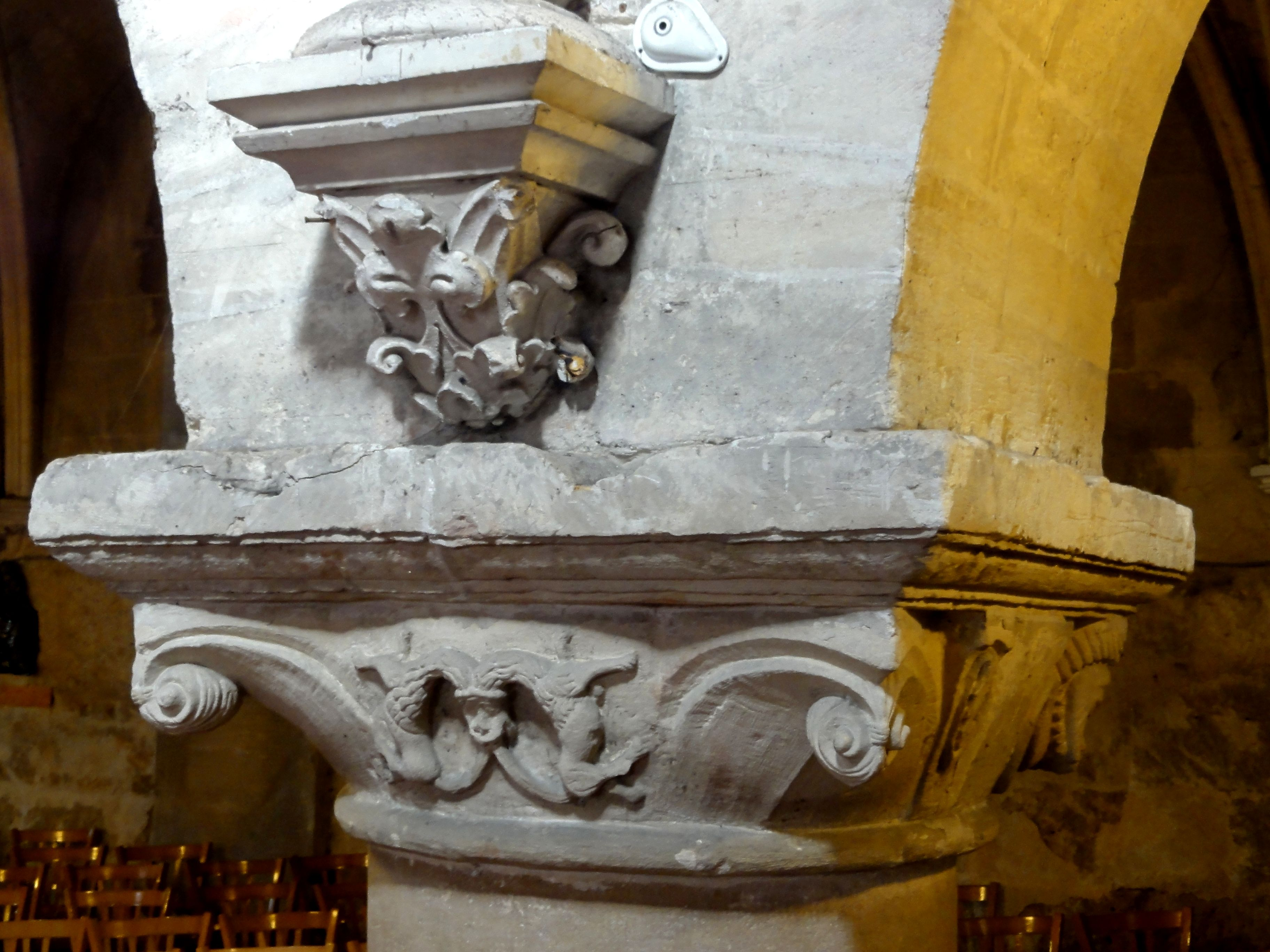
Kapitell im nördlichen Mittelschiff
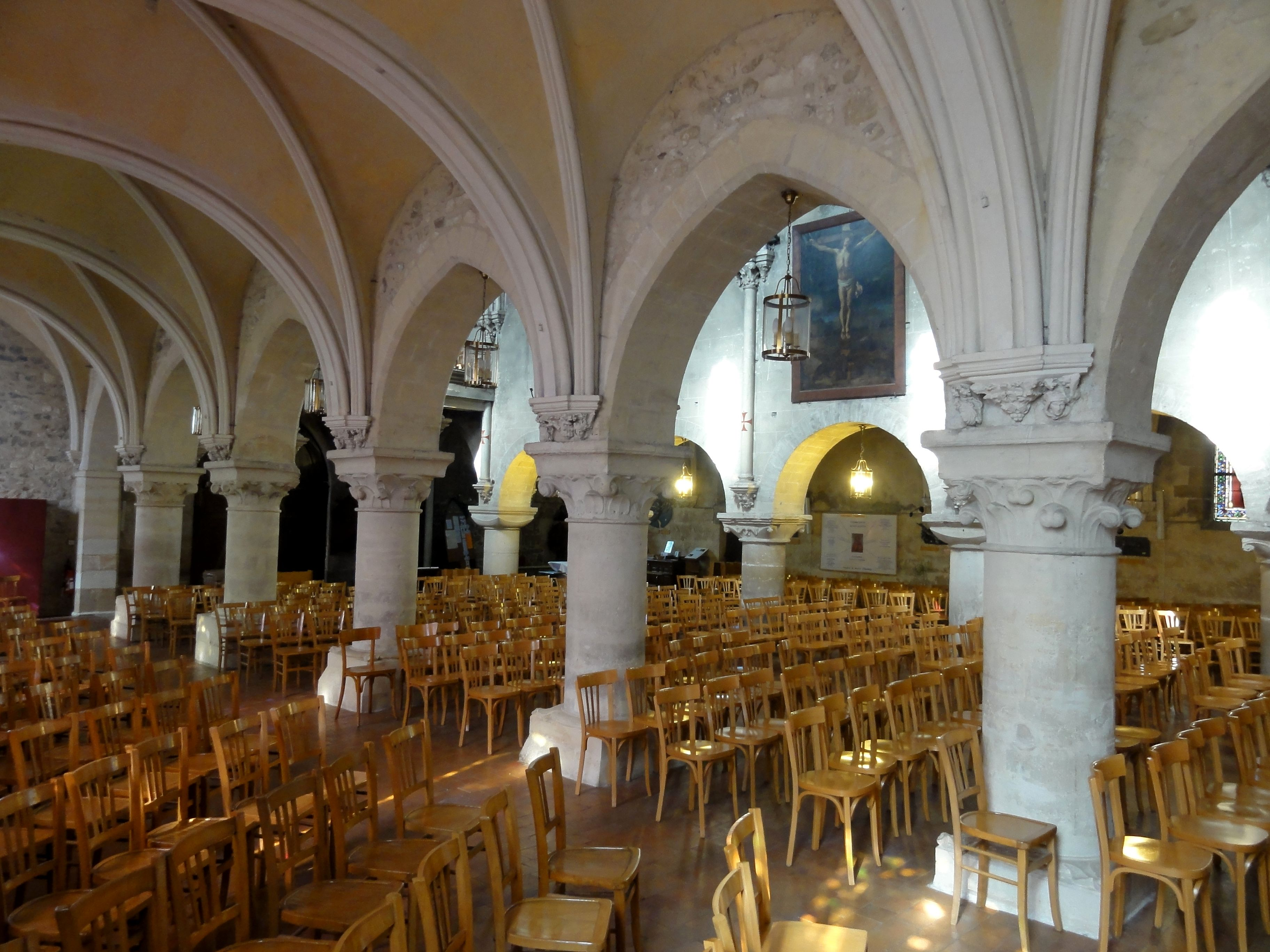
Südliches Seitenschiff
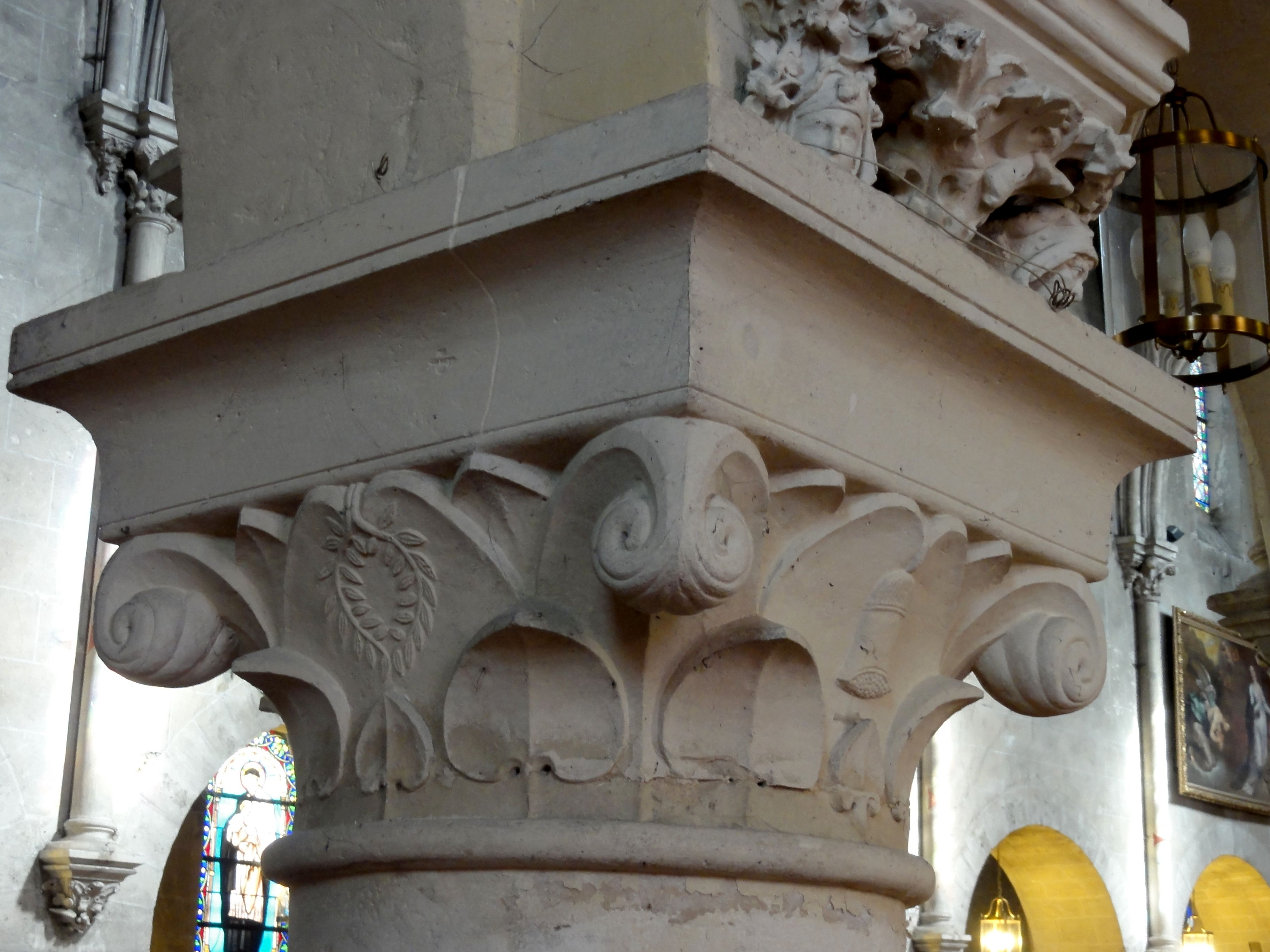
Knospenkapitell im südlichen Mittelschiff

## Bleiglasfenster
Die Kirche besitzt zahlreiche Bleiglasfenster aus dem 19. Jahrhundert, auf denen Apostel, Heilige und Märtyrer sowie Szenen aus dem Leben Jesu dargestellt sind. Auf den meisten Fenster findet sich die Signatur von Louis-Victor Gesta, dem Gründer einer Glasmalerei-Manufaktur in Toulouse. Die beiden Fenster mit der Darstellung des Martyriums der hl. Julia von Korsika und der Auffindung des Kreuzes durch die hl. Helena tragen die Signatur des Glasmalers Charles Lévêque aus Beauvais.
Die folgenden Bleiglasfenster im Chor stammen aus dem 16. Jahrhundert:
- Szenen aus dem Marienleben

|  | Auf einem Fenster sind Szenen aus dem Leben Marias zu sehen: Heimsuchung, Geburt Christi, Anbetung der Heiligen Drei Könige und Maria an der Spindel. |

- Verkündigung und Tempelgang

|  | Hl. Barbara mit Stifterfamilie, Mariä Tempelgang Auf einem anderen Fenster werden die Verkündigung, Mariä Tempelgang und die Stifterfamilie mit der hl. Barbara dargestellt. Letztere ist an der Märtyrerpalme und ihrem Attribut, dem Turm, zu erkennen. |

- Pietà

| Ein Fenster zeigt Maria mit dem Leichnam Jesu. Hinter ihr stehen der Apostel Johannes und Maria Magdalena. Auf dem Rand ihres kostbaren Salbgefäßes kann man CHASTELLAIN, den Namen des Glasmalers Jean Chastellain, lesen. |

- Nikolauslegende

|  | Ein Fenster erzählt eine Episode aus der Legende des hl. Nikolaus, der drei Mädchen vor der Prostitution bewahrt, indem er jedem einen Sack mit einer goldenen Kugel durchs Fenster wirft. Im unteren Teil des Fensters sind die Stifter mit ihren Schutzpatronen, der hl. Barbara und dem hl. Nikolaus, dargestellt. |

- Wurzel Jesse

|  | Könige Das Wurzel-Jesse-Fenster weist große Ähnlichkeit auf mit dem Wurzel-Jesse-Fenster der Martinskirche in Groslay im Département Val-d’Oise. Vermutlich wurden die gleichen Kartons als Vorlage benutzt. |

- Darstellungen im Maßwerk

| In den kleineren Scheiben des Maßwerks der Lanzettfenster sind u. a. die Emmausjünger, Gottvater und Jesus an der Geiselsäule zu erkennen. |

## Ausstattung

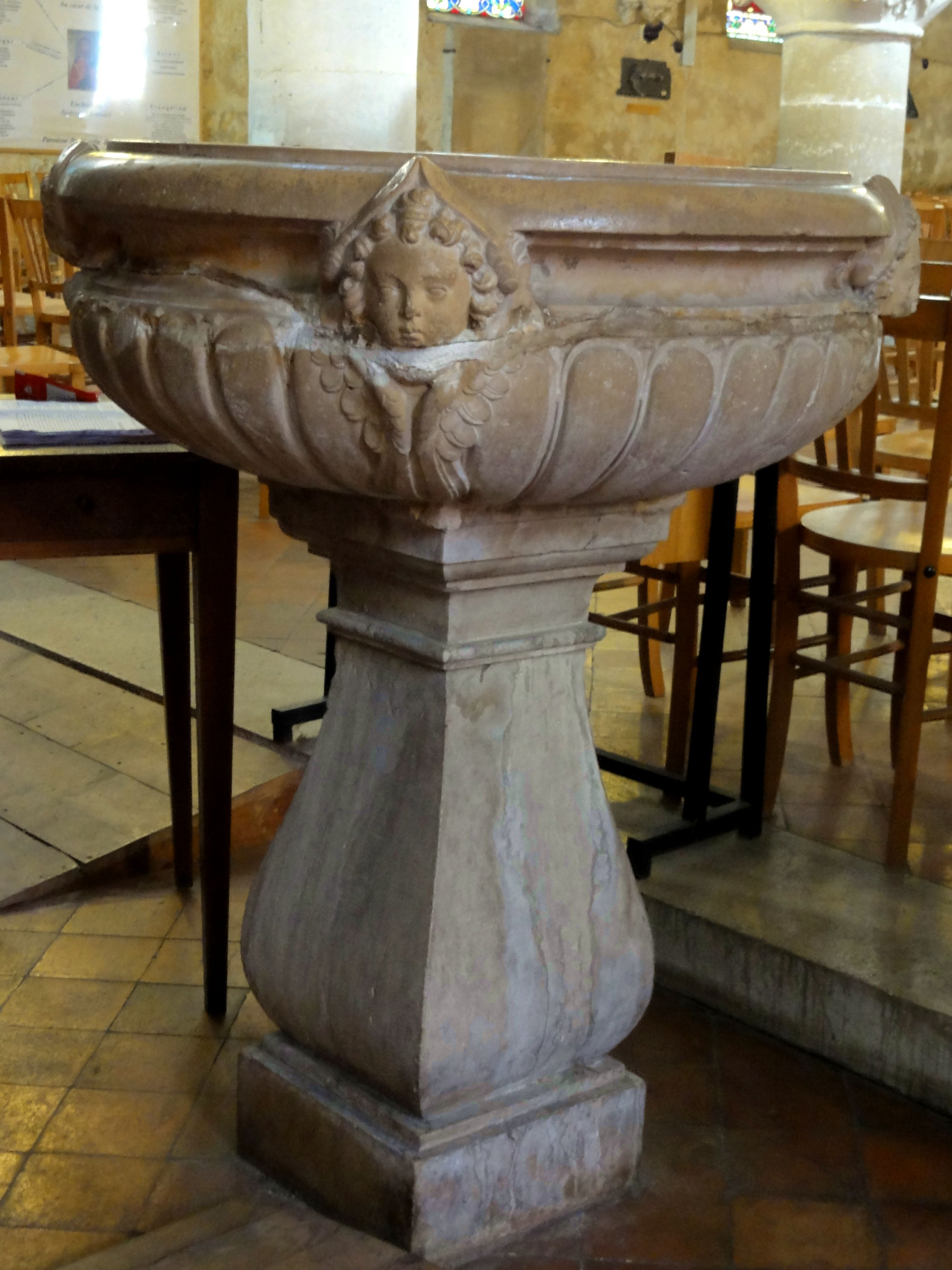
Weihwasserbecken

- Der Taufstein stammt aus dem 12. Jahrhundert. Das ovale steinerne Becken ist aus einem Stück geschaffen und am oberen Rand mit Rundstäben verziert.
- Das Weihwasserbecken trägt eine Inschrift, die die Jahreszahl 1627 und den Namen seines Stifters, Martin Auger, enthält. Der obere Rand ist mit vier Engelsköpfen verziert.